# 托勒密山
托勒密山（英語：Mount Ptolemy），是南極洲的山峰，它位於葛拉漢地的鮑曼海岸，處於默凱特冰山麓西北部，海拔高度1,370米，以埃及數學家托勒密命名，現時由南極條約體系管理。